# Яровенко Наталія Олегівна
Наталія Олегівна Яровенко (англ. Natasha Yarovenko; нар. 23 липня 1979, Одеса, СРСР) — українська та іспанська акторка та модель.

## Біографія
Народилася в сім'ї інженерів. Закінчила Одеський університет за спеціальністю «філологія романо-германських мов» і отримала ступінь бакалавра. Володіє досконало українською, італійською, іспанською, англійською та російською мовами. У 2000 році разом із сім'єю емігрувала в Іспанію (Барселона). Зі слів Наталії її історія нагадує голівудські казки. Одного разу, коли Наталія йшла вулицею, до неї підійшов фотограф і запросив узяти участь у кастингу, який вона пройшла і стала моделлю. Потім були запрошення на каталонське телебачення, де вона грала в багатьох телефільмах. «Якщо чесно, то акторкою я ніколи не мріяла бути» — говорить Наталія — «Але я вдячна долі, що це все ж трапилось зі мною».
Популярність акторці і номінацію на найпрестижнішу премію в Іспанії «Гойя» принесла роль у фільмі Хуліо Медема «Кімната в Римі», який вийшов на екрани в 2010 році. Після цього Наталію Яровенко запросили зіграти у фільмі режисера Антоніо Ернандеса «Капітан Грім і Святий Грааль» в ролі принцеси Сігрід.

## Кар'єра моделі
- Зйомки для чоловічого журналу FHM Іспанія, квітень 2010
- Журнал «Dominical» — обкладинка
- Журнал ShowDown — обкладинка
- Журнал GQ — обкладинка
- Журнал ELLE — обкладинка (із Монік Крус)
- Журнал WAPA — обкладинка
- Журнал MUJERhoy — обкладинка

## Фільмографія
1. Афтершок (2013) Ірина
2. Капітан Грім і Святий Грааль (2011) … принцеса Сігрід

Наташа Яровенко та Елена Аная у фільмі Кімната в Римі

1. Кімната в Римі (2010) Habitación en Roma … Natasha
2. Чорний Буенос-Айрес (2009) Negro Buenos Aires … Alma
3. Лалола (телесеріал) (2008) Lalola … Romina
4. Щоденники німфоманки (2008) Diario de una ninfómana … Mae
5. Омар Мартінес (2006) Omar Martínez … Ольга
6. Ventdelplà (телесеріал) (2005 — …) Ventdelplà … Tatiana
7. Estúpidos, basado en hechos reales (2004) Estúpidos, basado en hechos reales … Dependienta anuncio
8. Joves (2004) Joves … Marta
9. La dona de gel (ТВ) (2003) La dona de gel … Tània Gustova
10. Центральна лікарня (телесеріал, Іспанія) (2000 — …) Hospital Central … Liuva